# أودري يونغ
أودري يونغ (بالإنجليزية: Audrey Young)‏ هي مغنية وممثلة أمريكية، ولدت في 30 أكتوبر 1922 في لوس أنجلوس في الولايات المتحدة، وتوفيت بنفس المكان في 1 يونيو 2012.

## وصلات خارجية
- أودري يونغ على موقع IMDb (الإنجليزية)
- أودري يونغ على موقع أول موفي (الإنجليزية)
- أودري يونغ على موقع قاعدة بيانات الفيلم (الإنجليزية)